# 1918年米骚动

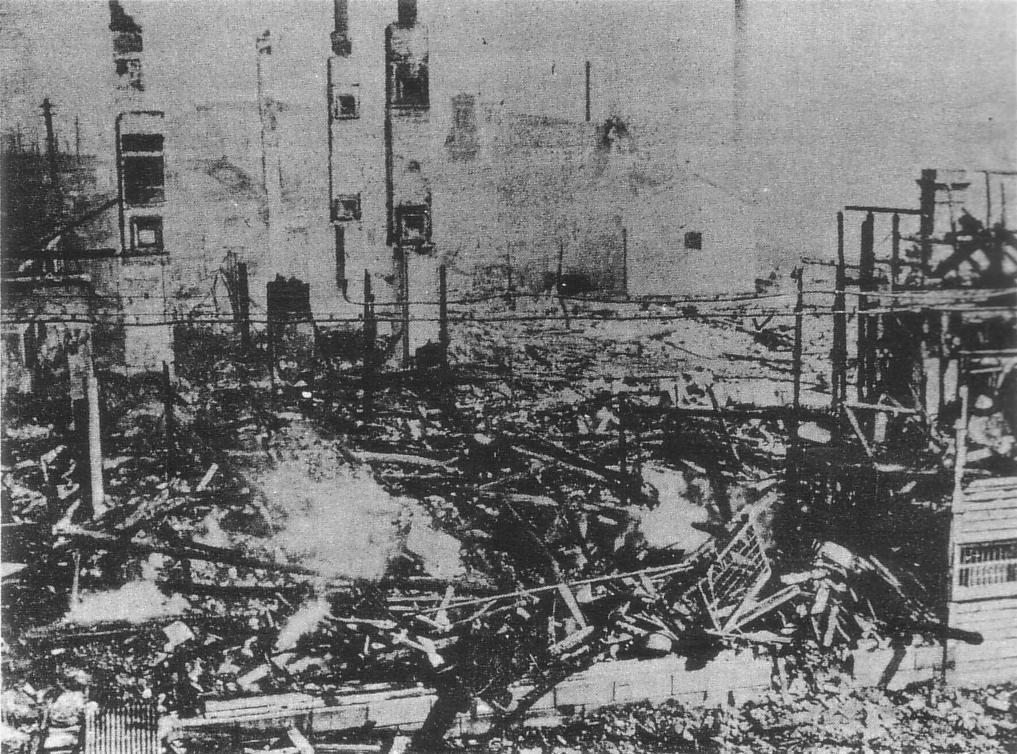
1918年8月11日，神户的鈴木商店在暴乱中被烧毁

1918年米骚动，是指日本在1918年因稻米價格飆升而造成的一系列騷亂事件，在日本近代史常直接以「米騷動」稱之。这次骚动乱直接导致寺內正毅的內閣垮台。

## 起因
1918年，米价暴涨造成了严重的经济困难，对于以米为主食的农村地区冲击尤为严重。由于当时政府法定收购价与居高不下的时常价格之间的巨大差距，农民对于那些让米价格失控的米商和政府官员产生了极大的敌意。在第一次世界大战后，米价达到了高峰。由此引发的通货膨胀造成大量消费品和房租价格飙升，结果令都市居民也出现不满情绪。政府不但没有解决已存问题，反而因为西伯利亚出兵需要軍糧，买尽了市场上的米，使米价继续上涨。政府在干預經濟方面表现无能，造成对其不满的抗议由农村扩散至城市。

## 过程
1918年7月23日，米骚动首先在富山县下新川郡的小渔村魚津町开始。起初，这只是一次和平的请愿，但事态很快升级为暴乱、罢工、抢劫、蓄意袭击警局和政府机关乃至武装冲突。1918年9月中旬，在日本全国共38座城市，153个乡镇及177个村中出现了超过623起骚乱，参与者逾200万人。由於1918年俄羅斯帝國剛發生推翻帝制的二月革命以及主張共產主義的十月革命，日本政府採取大力鎮壓的處理方式。事后约有25000人被逮捕，其中8200人被以不同的罪名判刑，轻则罚款，重则死刑。
由于对骚动爆发负有责任，首相寺內正毅及其内阁成员于1918年9月29日辞职，之后，原敬組織了首屆政黨內閣。学者认为日本为减轻当本土大米的供应紧张状况，因而加强殖民地朝鲜和台湾的大米生产、並进口更多的外地大米至內地，以解內地缺米之憂；朝鲜和臺湾对内供米减少，朝鲜农民只能从滿洲进口杂粮充饥。

## 註腳
1. ↑  W. J. Macpherson. . Cambridge University Press. 1995. ISBN 978-0521557924.
2. ↑  史密特卡，日本战前经济发展（1600~1960：日本经济史）（Japanese Prewar Growth (Japanese Economic History 1600–1960)），第192页
3. ↑  許介鱗. . 海峡评论. 2006, (182)  [2014-01-22]. （原始内容存档于2014-02-01）.